# Primera División 2004-2005 (Argentina)
L'edizione 2004-05 della Primera Division argentina vide i Newell's Old Boys di Américo Gallego vincere il torneo di Apertura dopo un lungo testa a testa con il Vélez Sársfield. Il Vélez poi si rifece vincendo agevolmente il torneo di Clausura; il Banfield arrivò secondo nonostante avesse disputato molte partite del campionato con la squadra giovanile poiché la prima squadra veniva impiegata in Copa Libertadores de América.
L'Huracán de Tres Arroyos e Almagro vennero retrocesse in Primera B Nacional mentre l'Argentinos Juniors e l'Instituto disputarono degli spareggi salvezza contro l'Atlético de Rafaela e l'Huracán. Vinsero entrambe questi spareggi e si salvarono.

## Torneo Apertura

### Classifica finale
|  | Pos. | Squadra                 | Pt | G  | V  | N  | P  | GF | GS | DR  |
|  | ---- | ----------------------- | -- | -- | -- | -- | -- | -- | -- | --- |
|  | 1.   | Newell's Old Boys       | 36 | 19 | 10 | 6  | 3  | 22 | 11 | +11 |
|  | 2.   | Vélez Sársfield         | 34 | 19 | 10 | 4  | 5  | 21 | 16 | +5  |
|  | 3.   | River Plate             | 33 | 19 | 9  | 6  | 4  | 28 | 19 | +9  |
|  | 4.   | Estudiantes La Plata    | 30 | 19 | 7  | 9  | 3  | 22 | 14 | +8  |
|  | 5.   | San Lorenzo             | 30 | 19 | 8  | 6  | 5  | 29 | 22 | +7  |
|  | 6.   | Rosario Central         | 30 | 19 | 8  | 6  | 5  | 19 | 15 | +4  |
|  | 7.   | Colón de Santa Fe       | 27 | 19 | 7  | 6  | 6  | 24 | 22 | +2  |
|  | 8.   | Boca Juniors            | 26 | 19 | 7  | 5  | 7  | 22 | 16 | +6  |
|  | 9.   | Banfield                | 26 | 19 | 6  | 8  | 5  | 24 | 22 | +2  |
|  | 10.  | Racing Club             | 26 | 19 | 8  | 2  | 9  | 22 | 21 | +1  |
|  | 11.  | Lanús                   | 26 | 19 | 6  | 8  | 5  | 25 | 26 | -1  |
|  | 12.  | Gimnasia de La Plata    | 25 | 19 | 6  | 7  | 6  | 16 | 23 | -7  |
|  | 13.  | Arsenal de Sarandí      | 24 | 19 | 5  | 9  | 5  | 17 | 16 | +1  |
|  | 14.  | Quilmes                 | 24 | 19 | 6  | 6  | 7  | 14 | 18 | -4  |
|  | 15.  | Independiente           | 23 | 19 | 6  | 5  | 8  | 23 | 26 | -3  |
|  | 16.  | Argentinos Juniors      | 22 | 19 | 6  | 4  | 9  | 17 | 17 | 0   |
|  | 17.  | Almagro                 | 22 | 19 | 4  | 10 | 5  | 15 | 18 | -3  |
|  | 18.  | Olimpo de Bahía Blanca  | 17 | 19 | 4  | 5  | 10 | 21 | 29 | -8  |
|  | 19.  | Instituto               | 14 | 19 | 2  | 8  | 9  | 16 | 30 | -14 |
|  | 20.  | Huracán de Tres Arroyos | 12 | 19 | 2  | 6  | 11 | 19 | 34 | -15 |

### Classifica marcatori
| Gol |  |  | Giocatore         | Squadra                 |
| --- |  |  | ----------------- | ----------------------- |
| 12  |  |  | Lisandro López    | Racing Club             |
| 8   |  |  | Jeremías Caggiano | Huracán de Tres Arroyos |
| 8   |  |  | Osvaldo Miranda   | Almagro                 |
| 8   |  |  | Rolando Zárate    | Vélez Sársfield         |
| 7   |  |  | Nicolás Frutos    | Gimnasia de La Plata    |
| 7   |  |  | Claudio Graf      | Lanús                   |
| 7   |  |  | Rodrigo Palacio   | Banfield                |
| 7   |  |  | Emanuel Villa     | Rosario Central         |
| 6   |  |  | Jairo Castillo    | Independiente           |
| 6   |  |  | Diego Galván      | Olimpo de Bahía Blanca  |
| 6   |  |  | Ezequiel Lavezzi  | San Lorenzo             |
| 6   |  |  | Martín Palermo    | Boca Juniors            |
| 6   |  |  | Hernán Peirone    | San Lorenzo             |

## Torneo Clausura

### Classifica finale
|  | Pos. | Squadra                 | Pt | G  | V  | N | P  | GF | GS | DR  |
|  | ---- | ----------------------- | -- | -- | -- | - | -- | -- | -- | --- |
|  | 1.   | Vélez Sársfield         | 39 | 19 | 11 | 6 | 2  | 32 | 14 | +18 |
|  | 2.   | Banfield                | 33 | 19 | 10 | 3 | 6  | 25 | 16 | +9  |
|  | 3.   | Racing Club             | 32 | 19 | 9  | 5 | 5  | 25 | 17 | +8  |
|  | 4.   | Estudiantes La Plata    | 31 | 19 | 8  | 7 | 4  | 28 | 23 | +5  |
|  | 5.   | Rosario Central         | 31 | 19 | 8  | 7 | 4  | 26 | 23 | +3  |
|  | 6.   | Arsenal de Sarandí      | 30 | 19 | 8  | 6 | 5  | 27 | 22 | +5  |
|  | 7.   | Gimnasia de La Plata    | 29 | 19 | 9  | 2 | 8  | 25 | 25 | 0   |
|  | 8.   | Lanús                   | 28 | 19 | 7  | 7 | 5  | 36 | 27 | +9  |
|  | 9.   | Instituto               | 28 | 19 | 8  | 4 | 7  | 32 | 30 | +2  |
|  | 10.  | River Plate             | 27 | 19 | 8  | 3 | 8  | 31 | 29 | +2  |
|  | 11.  | Colón de Santa Fe       | 26 | 19 | 6  | 8 | 5  | 30 | 23 | +7  |
|  | 12.  | Independiente           | 26 | 19 | 6  | 8 | 5  | 29 | 26 | +3  |
|  | 13.  | Olimpo de Bahía Blanca  | 26 | 19 | 7  | 5 | 7  | 18 | 22 | -4  |
|  | 14.  | Newell's Old Boys       | 24 | 19 | 5  | 9 | 5  | 22 | 21 | +1  |
|  | 15.  | Boca Juniors            | 22 | 19 | 6  | 4 | 9  | 26 | 30 | -4  |
|  | 16.  | San Lorenzo             | 22 | 19 | 6  | 4 | 9  | 23 | 29 | -6  |
|  | 17.  | Argentinos Juniors      | 21 | 19 | 5  | 6 | 8  | 28 | 30 | -2  |
|  | 18.  | Quilmes                 | 20 | 19 | 5  | 5 | 9  | 16 | 23 | -7  |
|  | 19.  | Almagro                 | 13 | 19 | 3  | 4 | 12 | 22 | 44 | -22 |
|  | 20.  | Huracán de Tres Arroyos | 5  | 19 | 0  | 5 | 14 | 11 | 41 | -30 |

### Classifica marcatori
| Gol |  |  | Giocatore          | Squadra              |
| --- |  |  | ------------------ | -------------------- |
| 16  |  |  | Mariano Pavone     | Estudiantes La Plata |
| 11  |  |  | Esteban Fuertes    | Colón de Santa Fe    |
| 10  |  |  | Nicolás Frutos     | Independiente        |
| 9   |  |  | José Luis Calderón | Arsenal de Sarandí   |
| 9   |  |  | Claudio Enría      | Gimnasia de La Plata |
| 9   |  |  | Josemir Lujambio   | Instituto            |

## Retrocessioni
| Squadra                 | Media | Punti | Giocate | 2002-03 | 2003-04 | 2004-05 |
| ----------------------- | ----- | ----- | ------- | ------- | ------- | ------- |
| River Plate             | 1.798 | 205   | 114     | 79/38   | 66/38   | 60/38   |
| Boca Juniors            | 1.772 | 202   | 114     | 79/38   | 75/38   | 48/38   |
| Vélez Sársfield         | 1.684 | 192   | 114     | 66/38   | 53/38   | 73/38   |
| Banfield                | 1.500 | 171   | 114     | 48/38   | 64/38   | 59/38   |
| San Lorenzo             | 1.491 | 170   | 114     | 56/38   | 62/38   | 52/38   |
| Rosario Central         | 1.465 | 167   | 114     | 62/38   | 44/38   | 61/38   |
| Racing Club             | 1.412 | 161   | 114     | 53/38   | 50/38   | 58/38   |
| Newell's Old Boys       | 1.404 | 160   | 114     | 49/38   | 51/38   | 60/38   |
| Colón de Santa Fe       | 1.395 | 159   | 114     | 57/38   | 49/38   | 53/38   |
| Arsenal de Sarandí      | 1.386 | 158   | 114     | 49/38   | 55/38   | 54/38   |
| Quilmes                 | 1.368 | 104   | 76      | N/A     | 60/38   | 44/38   |
| Independiente           | 1.351 | 154   | 114     | 61/38   | 44/38   | 49/38   |
| Estudiantes de La Plata | 1.298 | 148   | 114     | 43/38   | 44/38   | 61/38   |
| Lanús                   | 1.289 | 147   | 114     | 51/38   | 42/38   | 54/38   |
| Gimnasia de La Plata    | 1.211 | 138   | 114     | 46/38   | 38/38   | 54/38   |
| Olimpo de Bahía Blanca  | 1.167 | 133   | 114     | 51/38   | 39/38   | 43/38   |
| Argentinos Juniors      | 1.132 | 43    | 38      | N/A     | N/A     | 43/38   |
| Instituto               | 1.105 | 42    | 38      | N/A     | N/A     | 42/38   |
| Almagro                 | 0.921 | 35    | 38      | N/A     | N/A     | 35/38   |
| Huracán de Tres Arroyos | 0.447 | 17    | 38      | N/A     | N/A     | 17/38   |

### Spareggi Promozione
| Squadra 1        | Totale | Squadra 2          | Andata | Ritorno |
| ---------------- | ------ | ------------------ | ------ | ------- |
| Atlético Rafaela | 2 - 4  | Argentinos Juniors | 2 - 1  | 0 - 3   |
| Huracán          | 1 - 3  | Instituto (C)      | 1 - 2  | 0 - 1   |

#### Andata
| 6 luglio 2005 | Atlético Rafaela | 2 – 1 | Argentinos Juniors |  |

| 6 luglio 2005 | Huracán | 1 – 2 | Instituto (C) |  |

#### Ritorno
| 10 luglio 2005 | Argentinos Juniors | 3 – 0 | Atlético Rafaela |  |

| 10 luglio 2005 | Instituto (C) | 1 – 0 | Huracán |  |

L'Argentinos Juniors vince 4-2 e rimane in Primera Division.
L'Instituto vince 3-1 e rimane in Primera Division

## Serie minori
| Livello       | Torneo                                                  | Campione                       |
| ------------- | ------------------------------------------------------- | ------------------------------ |
| 2°            | Primera B Nacional Apertura Primera B Nacional Clausura | Tiro Federal Gimnasia de Jujuy |
| 3°            | Primera B Metropolitana                                 | Tigre                          |
| 3° (Interior) | Torneo Argentino A                                      | Ben Hur                        |
| 4°            | Primera C Metropolitana                                 | Comunicaciones                 |
| 5°            | Primera D Metropolitana                                 | Club Atlético Fénix            |